# 我一個人來了
《我一個人來了》為韓國KBS2的綜藝節目，由韓高恩、成始璄、閔庚勳、昭宥主持，以不認識的前後輩一同旅行，而主持人於棚內導播室討論為主軸。

## 出演嘉賓
- JeA（Brown Eyed Girls）
- 皇甫惠貞
- Muzie
- 娜英（gugudan）
- 路雲（SF9）
- 會勝（N.Flying）

## 外部連結
- Daum上《我一個人來了》的資料